# احسان نوری پاشا
احسان نوری پاشا (انگلیسی: Ihsan Nuri؛ ۱۸۹۲ – ۲۵ مارس ۱۹۷۶) یکی از افسران نظامی کُردتبار امپراتوری عثمانی بود بعد از فروپاشی امپراتوری عثمانی او تبدیل به یکی از رهبران شورش آرارات در فاصله سال‌های ۱۳۰۶ تا ۱۳۰۹ خورشیدی در شرق ترکیه شد. نوری پاشا بعد از چهار سال مبارزه و درگیری با نیروهای ارتش ترکیه و پس از کشتار حدود ۵۰ هزار نفر از مردم دره زیلان واقع در منطقه ارچیش استان وان توسط ارتش که از وی طرفداری کرده‌بودند، به ایران پناهنده شد و این پناهندگی به مدت چهل و شش سال (۱۹۷۶–۱۹۳۰ م) ادامه داشت. محل زندگی او چهار راه استانبول تهران نزدیک سفارت ترکیه بود.
احسان نوری در سال ۱۳۵۵ در مقابل منزلش در تهران با یک موتورسیکلت تصادف نمود و پس از انتقال به بیمارستان درگذشت و همسرش «یاشار» نیز در سال ۱۳۶۲ درگذشت.